# Claudia López Hernández
Claudia Nayibe López Hernández (* 9. März 1970 in Bogotá) ist eine kolumbianische Politikwissenschaftlerin und Politikerin, vom 1. Januar 2020 bis zum 31. Dezember 2023 war sie Bürgermeisterin von Bogotá. Sie war Senatorin der Republik Kolumbien und Vizepräsidentschaftskandidatin bei den Präsidentschaftswahlen 2018 für die Partei Alianza Verde („Grüne Allianz“). López war als Beraterin für die Vereinten Nationen tätig und hat als Kolumnistin für verschiedene Medien gearbeitet.
Die Zeitschrift Forbes Colombia wählte sie zu einer der fünfzig wichtigsten Frauen in Kolumbien im Jahr 2020.

## Leben
Sie ist die älteste Tochter von Reyes Elias Lopez Ruizes und Maria del Carmen Hernandez mit sechs weiteren Geschwistern. Sie ging auf eine öffentliche Grundschule in Engativá und besuchte anschließend das Gymnasium Colegio Policarpa Salavarrieta in Santa Fe. Sie hat einen Abschluss in Finanzwirtschaft, Politikwissenschaft und internationalen Beziehungen der privaten Universidad Externado de Colombia, einen Master in öffentlicher Verwaltung und Stadtentwicklung der Columbia University in New York und einen Doktorgrad in Politikwissenschaft der Northwestern University in Chicago.
Am 17. Dezember 2019 heiratete sie ihre Freundin Angélica Lozano.

## Politische Karriere
Ihr öffentliches Auftreten begann sie in der Studentenbewegung Séptima papeleta, die zwischen 1989 und 1990 die Kolumbianische Verfassungsgebende Nationalversammlung von 1991 förderte.
Sie war Sekretärin der Acción Comunal von Bogotá und während der ersten Amtszeit von Enrique Peñalosa als Bürgermeisterin für Santa Fe zuständig.
Sie arbeitete als Forscherin für die Organisation Corporación Nuevo Arco Iris und zeigte während ihrer Wahlbeobachtungen atypische Stimmabgaben auf. Diese waren ihr Ausgangspunkt für die Aufdeckung des Parapolitik-Skandals im Jahr 2006. Ihre Ermittlungen haben Verurteilungen von mehr als 40 öffentlichen Vertretern wegen Verbindungen zur Parapolitik geführt; sie erzeugte weiterhin Kontroversen wegen ihrer regimekritischen Meinungen über den ehemaligen Präsidenten und nun auch über Senator Álvaro Uribe Vélez und seine politischen Verbündeten.
Im Jahr 2008 verfügte das kolumbianische Rechnungsprüfungsamt die Nichtigkeit eines 2006 eingeleiteten Verfahrens wegen angeblicher Vermögensschädigung, nachdem ein Jahr zuvor das Verfassungsgericht wegen „Verletzung eines ordnungsgemäßen Verfahrens und des Rechts auf Verteidigung durch unzulässige Benachrichtigung“ zu ihren Gunsten entschieden hatte.
Im Oktober 2009 wurde sie von der Zeitung El Tiempo entlassen, da sie sich in einer Kolumne kritisch zum Agro Ingreso Seguro, AIS („Gesichertes Agro-Einkommen“) geäußert hatte. Das AIS ist  eine Kreditlinie von FINAGRO bzw. der kolumbianischen Regierung zur Bereitstellung zinsgünstiger Kredite für die landwirtschaftliche Entwicklung der kolumbianischen Bauern, die nach dem Ausbruch eines Korruptionsskandals um AIS durch ein neues Konzept, Desarrollo Rural con Equidad (DRE) ersetzt wurde. Laut López gehört die Zeitung der kolumbianischen Familie Santos (ehemalige Eigentümer und heutige Aktionäre der Zeitung), sie soll versucht haben, die Kandidatur des ehemaligen Ministers Juan Manuel Santos zum Amt des Präsidenten zu begünstigen. López verwies auch auf das Interesse der Zeitung, sich den dritten privaten Fernsehsender des Landes einzuverleiben. Der Vorstand von El Tiempo, Roberto Pombo bezeichnete die Aussagen als „falsch, böswillig und verleumderisch“.
Im Jahr 2011 wurde ein Strafverfahren zu ihren Gunsten entschieden, nachdem der ehemalige kolumbianische Präsident Ernesto Samper sie wegen Verleumdung und übler Nachrede angeklagt hatte, López hatte ihn in einer Kolumne im El Tiempo mit der Mafia in Verbindung gebracht.
Am 27. Oktober 2019 wurde sie mit 35 Prozent der Stimmen als erste Frau zur Bürgermeisterin von Bogotá gewählt.
López hat sich in Kolumbien als Anti-Korruptions-Kämpferin einen Namen gemacht. Ihre Karriere begann die Mitte-Links-Politikerin eigentlich als Journalistin. Ihr neuer Posten als Bürgermeisterin der Hauptstadt Bogotá gilt als zweitwichtigstes politisches Amt im Land nach der Präsidentschaft. „Wir haben nicht nur gewonnen, sondern wir verändern auch die Geschichte“, schreibt die Wahlsiegerin auf Twitter. Sie gewann die Wahlen übrigens mit 35 Prozent nur knapp gegen den liberalen Politiker Carlos Fernando Galán, der auf rund 32 Prozent kam.
Ihre Amtszeit als Oberbürgermeisterin wurde durch die COVID-19-Pandemie in Kolumbien geprägt und die anhaltende Opposition gegen die nationale Regierung von Präsident Iván Duque. Zu ihren zentralen Maßnahmen in dieser Zeit gehörten die frühzeitige Simulation einer präventiven Isolation, die Umwandlung des Messegeländes Corferias im Zentrum von Bogotá in ein Krankenhaus und die Schließung des Flughafens El Dorado.

## Kontroversen
Im Jahr 2014 wurden sie von einer Anwältin verklagt, um ihre Einsetzung als Senatorin zu annullieren, da sie eine Beziehung zur Abgeordneten Angélica Lozano hatte, und es zwei Personen, die de facto eine eheliche Verbindung haben, gesetzlich verboten sei, Abgeordnete derselben politischen Partei zu sein. López argumentierte, dass dieses Verbot sie nicht betreffe, da sie in einer Beziehung und nicht in einer faktischen ehelichen Verbindung lebe. Der Staatsrat lehnte die Klage gegen Claudia López und ihre Partnerin ab und hielt die Amtseinführung beider aufrecht.
Im September 2019 fragte ein Journalist López während eines Interviews mit anderen Kandidaten für das Amt des Bürgermeisters von Bogotá nach dem Fahrpreis des TransMilenio, woraufhin sie antwortete, dass der Preis 4.200 COP betrage. Der Wert betrug zu diesem Zeitpunkt aber 2.400 COP, woraufhin in den sozialen Netzwerken Witze oder Empörung geäußert wurden, weil eine Bürgermeisterkandidatin den Preis der öffentlichen Verkehrsmittel in der Stadt, die sie regieren möchte, nicht kannte.
Obwohl sie im Wahlkampf angekündigt hatte, den Bau des Transmilenio entlang der Avenida 68 nicht zu vergeben, tat sie dies am 23. Januar 2020 mit dem Argument, dass sie das Verfahren (das in der Amtszeit ihres Vorgängers Enrique Peñalosa begonnen hatte) nicht aussetzen könne, da dies der Stadt Geldstrafen in Millionenhöhe einbringen würde. Die Entscheidung führte zu Protesten und Blockaden von Familien und Händlern, die davon betroffen wären, und selbst die Mitglieder der Regierungsbank waren gespalten.
Im April 2020, zu Beginn der COVID-19-Quarantäne, kursierte in den sozialen Medien ein Foto, das die Bürgermeisterin mit ihrer Lebensgefährtin Angélica Lozano beim Einkaufen in einem Supermarkt zeigt. Dies löste eine heftige Kontroverse aus, als bekannt wurde, dass aufgrund der Quarantäne nur eine Person pro Familie auf den Markt gehen darf, was zu einer Untersuchung durch die Generalstaatsanwaltschaft führte. Sie entschuldigte sich in den sozialen Medien und erklärte, es sei ihre Aufgabe, ein Beispiel zu geben.
Im Oktober 2020 lösten einige Äußerungen von López über venezolanische Migranten in Kolumbien eine Kontroverse aus, weil sie möglicherweise antivenezolanische Stimmungen verstärkten, woraufhin sie von der venezolanischen Nationalversammlung abgelehnt wurden.  Am 18. März 2021 entschuldigte sich López für ihre Äußerungen.

## Jüngere Jahre
Am Ende ihrer Amtszeit als Bürgermeisterin im Januar 2024 wurde sie als Stipendiatin des Programms Advanced Leadership Initiative an der Harvard University in den Vereinigten Staaten ausgewählt. Mit diesem Stipendium werden herausragende Leistungen und Erfolge im öffentlichen und privaten Bereich gewürdigt.
Im Mai 2024 kündigte sie ihren Austritt aus der Partei Alianza Verde nach mehreren Jahren Mitgliedschaft an, da einige ihrer Parteifreunde in den Korruptionsskandal der Nationalen Einheit für Katastrophenrisikomanagement (UNGRD) im Zusammenhang mit dem Kauf von Wassertankwagen für die Wasserversorgung von La Guajira verwickelt waren.
Bei einem kürzlichen Besuch in Indien sprach sie in einem Gespräch mit der Hindustan Times über eine starke städtische Führungsrolle und Initiativen, die sie während ihrer Amtszeit als Bürgermeisterin von Bogotá ergriffen hat.
Im Hinblick auf die jüngsten Präsidentschaftswahlen in Venezuela hat sie ihre Unterstützung für die venezolanische Politikerin María Corina Machado bekundet. Am 26. Juli 2024 reiste sie nach Venezuela, um an der Wahlbeobachtung teilzunehmen. Sie beklagte jedoch, dass ihr ohne Begründung der Pass abgenommen und sie dann aus dem Land zurück nach Kolumbien abgeschoben wurde.